# Fabes con amasueles

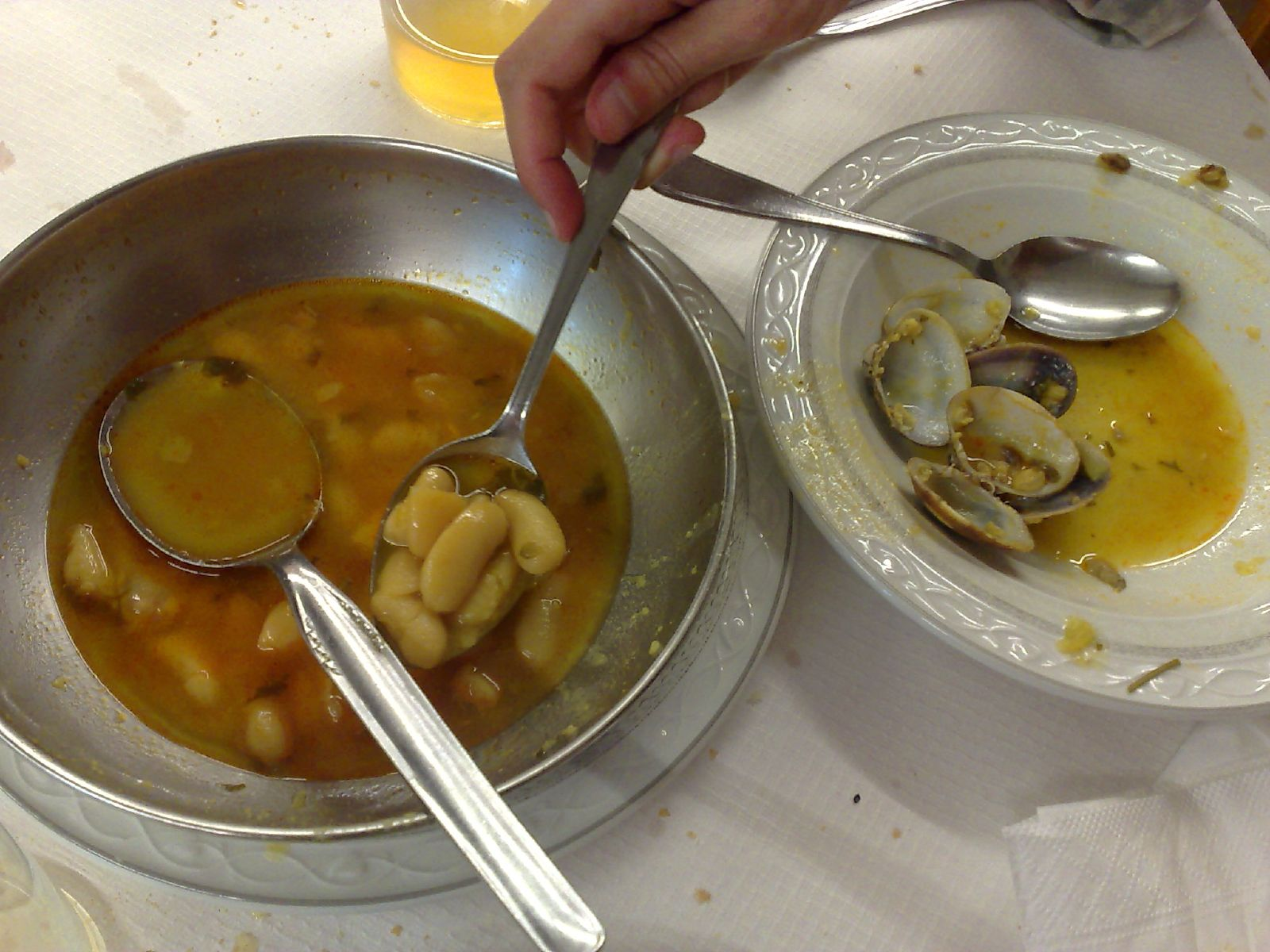
Fabes con amasueles

Fabes con amasueles ou fabes con almejas (significando respectivamente em língua asturiana e em língua castelhana "feijões com amêijoas") é um prato tradicional da região das Astúrias, na Espanha.
Os ingredientes principais que o compõem são o feijão e as amêijoas, cozinhados num pote tradicional. Trata-se de um prato de invenção relativamente recente, datando do século XIX, que se tornou muito popular nas povoações das Astúrias. É considerado um prato de contrastes proporcionados pela combinação das amêijoas e dos feijões, oferecendo um aroma e um paladar marítimos.

## Preparação e apresentação
É um prato com duas fases de preparação. Por um lado, a cozedura dos feijões, que demora mais tempo e exige que se coloquem os mesmos de molho na noite anterior. Por outro lado, a cozedura das amêijoas, que é bastante mais rápida. No fim, juntam-se num pote de barro, que se serve quente na mesa dos comensais.